# بيدار
بيدار هي مدينة ومقر منطقة بيدار في ولاية كارناتاكا في الهند. تعتبر مدينة بيدار مكانًا بارزًا على الخريطة الأثرية للهند، وهي معروفة بمواقعها المعمارية والتاريخية والإسلامية والتراثية الغنية. يقع حصن بيدار في موقع خلاب على هضبة الدكن، ويبلغ عمره أكثر من 500 عام وما زال قائمًا بقوة. وفقًا لكتاب "تراث بيدار" الذي نشرته إدارة الآثار والمتاحف والتراث بالولاية، من بين 61 أثرًا مدرجًا في القائمة التي أعدتها الإدارة، يوجد حوالي 30 مقبرة تقع في مدينة بيدار وما حولها، مما يفسر لقبها، "مدينة الآثار الهامسة". أصبحت المواقع التراثية في بيدار وما حولها عامل الجذب الرئيس لتصوير الأفلام في السنوات الأخيرة، مع قيام بوليوود بزيارتها بالإضافة إلى صناعة الأفلام الكانادية.
تعد مدينة بيدار موطنًا لثاني أكبر مركز تدريب للقوات الجوية الهندية في البلاد. تُستخدم محطة القوات الجوية الهندية في بيدار للتدريب المتقدم للطيارين المقاتلين المحتملين على طائرات بي إيه إي هوك.

## التاريخ
يعود تاريخ المدينة المسجل إلى القرن الثالث قبل الميلاد عندما كانت جزءًا من إمبراطورية موريا. بعد الموريا، ساتافاهانا ، كادامبا وتشالوكياس من بادامي وفي وقت لاحق راشتراكوتا حكموا أراضي بيدار. كما استعاد تشالوكياس من كاليانا وكالاشوري من كاليانيس المنطقة أيضًا. لفترة قصيرة بعد كالياني تشالوكياس كانت منطقة بيدار تحت حكم سيوناس ديفاجيري وكاكاتياس وارنجال. وازدهرَت المدينة في عهد السلطنة البهمنية فأصبح عصرها الذهبي.